# Мельничный (приток Шольи)
Мельничный — ручей в Камбарском районе Удмуртии, в России. Длина 10 км.
Берёт начало западнее деревни Октябрьская в урочище Крыловка при слиянии трёх потоков. Ручей течёт в юго-западном направлении, в низовьях поворачивает на запад и впадает слева в реку Шолья (приток Камы) к северу от деревни Мазунинское Лесничество. Берега невысокие, заросшие лесом из берёзы, сосны и осины. В среднем течении принимает один небольшой пересыхающий приток слева.

## Данные водного реестра
По данным государственного водного реестра России относится к Камскому бассейновому округу. Код водного объекта 10010101412211100015905.